# 宝相寺 (北京)
宝相寺是位于北京市海淀区香山南路南河滩西万安山东麓的藏传佛教格鲁派寺院。

## 历史
宝相寺位于宝谛寺西侧，是清朝乾隆二十七年（1762年）乾隆帝仿照五台山殊像寺而建。
《钦定日下旧闻考·卷一百三·郊垧西十三》载：
増：宝谛寺西为宝相寺（《五城寺院册》）。臣等谨按：宝相寺，乾隆二十七年建。先是，岁在辛已，驾幸五台，回銮后御写殊相寺之文殊像，而系以赞，并命于宝谛寺旁建兹寺，肖像其中。殿制外方内圆，皆甃甓而成，不施木植，四面设瓮门，殿前恭悬皇上御书额曰：“旭华之阁”。殿内碑二，左碑恭镌御写文殊像并赞，碑阴恭勒乾隆三十二年御制诗，右为乾隆二十七年《御制宝相寺碑文》。殿后御制额曰：“梵光楼”。寺后西行约数十步，精舍五楹，檐额曰：“香林室”，内额曰：“幽赏亦异”，联曰：“红篆炉烟看气直，绿苞庭竹爱心虚”。后厦亭额曰：“慧照亭”，轩额曰：“妙达轩”。牌坊一，东额曰：“圣涯道妙”，西额曰：“香海珠林”，亦皆皇上御书。坊下有泉涌出。香林室稍西，有圆庙、方庙，其制皆平，顶有堞如碉房之式，中建佛楼，亦乾隆二十七年建。
増：《御制宝相寺碑文》：
岁辛巳值圣母皇太后七旬大庆，爰奉安舆诣五台，所以祝厘也。殊像寺在山之麓，为瞻礼文殊初地，妙相端严，光耀香界，黙识以归。既归，则心追手摹，系以赞而勒之碑。香山南麓曩所规菩萨顶之宝谛寺在焉，乃于寺右度隙地，出内府金钱饬具庀材，营构兰若，视碑摹而像设之，金色庄严，惟具惟肖。寺之制，甃甓幕围，不施杗廇桴棁，而崇广闳丽，则视殊像有加。经始于乾隆壬午春，越今丁亥春蒇工既敬致瓣香而庆落之所司砻石以俟，因记之曰：文殊师利，久住娑婆世界，而应现说法则独在清凉山，固华严品所谓东方世界中菩萨者也。夫清凉在畿辅之西，而香山亦在京城之西，然以清凉视香山，则香山为东，若以竺干视震旦则清凉、香山又皆东也。是二山者不可言同，何况云异。矧陆元畅之答宣律师曰：文殊随缘利见，应变不穷
，是一是二，在文殊本不生分别见，倘必执清凉为道场，而不知香山之亦可为道场，则何异凿井得泉，而谓水専在是哉？且昔之诣五台、礼文殊，所以祝厘也，而清凉距畿辅千余里，掖辇行庆向惟三至焉。若香山，则去京城三十里，而近岁可一再至，继自今亿万年延洪演乘兹惟其恒是，则余建寺香山之初志也。寺成，名之曰“宝相”，缀以偈曰：曼殊室利七佛之师经历人间，至福城东，东方世界名曰金色常在其中，而演说法摩竭陁国，其东五华是名雪山，惟清凉境金刚窟聚北代州，是大士示现妙相庄严，振大法轮，坐狮子座，狮子奋迅具足神威，中台现身，寺曰“殊像”。我昔瞻礼发大宏愿，虔诚祝厘普诸福缘，相好印心，如月在水，即幻即真，证真幻相，以此真幻，还印金容。香山净域多祇树园，宝谛之西营是宝相，庄校七宝，晃耀大千，日面月面，了无分别。我闻如是，文殊应缘，缘即随缘，何有彼此。矧东西方因见生名见即不拘名，亦不着清凉、香山非二非一。复念文殊菩萨久住，而此世界实曰“常喜”，以常以久，延祝慈禧，惟愿自今岁万又万宝算盈积如恒河沙，护妙吉祥生大欢喜，以是因缘，寿复无量。
増：乾隆二十六年《御制写五台殊像寺文殊像成并赞》
五峰鼎峙，境实清凉。日面月面，灵鹫中央。曰有祇园，巍然前麓。殊像是名，法光赫昱。狮子奋迅，大士端严。均佛性智，稽首和南。祝厘蒇庆，载经花宫。相好黙识，如印印空。像即非像，真豆诚真。本无同异，何复云云。写者为能，应复有所乖曼殊义咄哉，未可于未可中，都此满月常住，庄严利济无竭。
増：乾隆三十二年《御制宝相寺落成赡礼因用辛巳五台殊像寺韵二首》：
圣母七旬庆，五台礼曼殊（梵语曼殊锡利，华言文殊师利）。法光钦意蕊，宝相印心珠（殊像寺瞻礼时，心识相好，于行营即摹为小图。既归，又廓成大图，建宝相寺于香山之南，命工依像装塑，今始落成。展谒云出帑非民力鸠工依手图落成，兹卜吉）。瞻礼过山衢，东西宁彼此（五台在京都之西），相好那同殊。总祝无疆寿，应符如意珠。灵踪纪竺牒，胜刹起黄图。花雨从空落，缤纷上景衢。
増：乾隆三十二年《御制香林室诗》：
祇园瞻礼罢，别室憩临初。总在香林界，况于清暇余。呗声起般若，峰影落芙蕖。朅尔题五字，何殊观六如
臣等谨按：宝相寺香林室御制诗，俱恭载首见之篇，余不备录。
清朝时，以宝谛寺为中心，形成了一组满族藏传佛教寺庙群。这组寺庙包括：宝谛寺、宝相寺、长龄寺、方圆庙、梵香寺、实胜寺。这组寺庙群距离团城演武厅很近。这组寺庙群后毁于八国联军之手。其中宝相寺仅旭华之阁幸存。1984年，旭华之阁及松堂被北京市人民政府公布为北京市文物保护单位。

## 建筑
宝相寺坐西朝东，背靠万安山。该寺的主体建筑为旭华之阁，此阁为北京地区仅存的无梁殿之一。《钦定日下旧闻考·卷一百三·郊垧西十三》载：“殿制外方内圆，皆甃甓而成，不施木植。四面设瓮门，殿前恭悬皇上御书额曰‘旭华之阁’。”阁顶冠有三塔，阁四面各设三个门。殿檐嵌有乾隆帝所题“旭华之阁”的汉文、满文、蒙古文、藏文四体书题匾。阁内中空如瓮，立二碑，左碑碑阳刻：“恭镌御写文殊像并赞”，碑阴是乾隆三十二年（1767年）御制诗；右碑碑阳刻乾隆二十七年（1762年）《御制宝相寺碑文》，碑阴是满文、蒙古文、藏文三体书写的该碑文。阁内正中供奉文殊菩萨像。
旭华之阁后，原来有香林室、圆庙、方庙、牌坊等许多建筑，均毁于八国联军之手。